# Zatypota bohemani
Zatypota bohemani là một loài tò vò trong họ Ichneumonidae.